# Tim Walsh (amerikaifutball-edző)
Timothy Edward Walsh (San Francisco, Kalifornia, 1954. december 16. –) amerikai amerikaifutball-játékos és -edző, 2020-tól a Santa Margarita Katolikus Középiskola vezetőedzője.

## Tanulmányai
A Juniperro Serra Középiskolában érettségizett 1973-ban, történelemszakos alapdiplomáját a UC Riverside-on szerezte 1977-ben. Az egyetemen tartalékos quarterback volt.

## Pályafutása
1977 és 1980 között a Serra, 1981 és 1985 között a Moreau középiskola vezetőedzője volt. 1986-ban a Santa Clara Broncos védőkoordinátora volt, majd 1987-ben a Sonoma State Cossacks támadókoordinátora, 1989-ben pedig vezetőedzője lett. 1993 és 2006 között a Portland State Vikings leghosszabb ideig hivatalban lévő vezetőedzője volt; pályafutása alatt a csapat az NCAA II-es divíziójából az I-AA divízióba lépett. 1993-ban, 1994-ben, 1995-ben és 2000-ben kijutottak a bajnokságra.
2007 és 2009 között az Army Black Knights támadókoordinátora, majd 2009 és 2019 között a Cal Poly Mustangs vezetőedzője volt.

## Eredményei vezetőedzőként
| Szezon                                                          | Eredmény                                                        | Eredmény                                                        | Helyezés                                                        | Továbbjutás                                                     | Rangsorok                                                       | Rangsorok                                                       |
| Szezon                                                          | Összesen                                                        | Konferencia                                                     | Helyezés                                                        | Továbbjutás                                                     | TSN                                                             | Coaches                                                         |
| Sonoma State Cossacks (Northern California Athletic Conference) | Sonoma State Cossacks (Northern California Athletic Conference) | Sonoma State Cossacks (Northern California Athletic Conference) | Sonoma State Cossacks (Northern California Athletic Conference) | Sonoma State Cossacks (Northern California Athletic Conference) | Sonoma State Cossacks (Northern California Athletic Conference) | Sonoma State Cossacks (Northern California Athletic Conference) |
| --------------------------------------------------------------- | --------------------------------------------------------------- | --------------------------------------------------------------- | --------------------------------------------------------------- | --------------------------------------------------------------- | --------------------------------------------------------------- | --------------------------------------------------------------- |
| 1989                                                            | 4–6                                                             | 3–5                                                             | 4.                                                              | –                                                               | –                                                               | –                                                               |
| 1990                                                            | 7–3                                                             | 4–1                                                             | 3.                                                              | –                                                               | –                                                               | –                                                               |
| 1991                                                            | 9–2                                                             | 5–0                                                             | 1.                                                              | –                                                               | –                                                               | –                                                               |
| 1992                                                            | 7–3                                                             | 3–2                                                             | T–2.                                                            | –                                                               | –                                                               | –                                                               |
| Sonoma State:                                                   | 27–14                                                           | 15–8                                                            | –                                                               | –                                                               | –                                                               | –                                                               |
| Portland State Vikings (NCAA független)                         |                                                                 |                                                                 |                                                                 |                                                                 |                                                                 |                                                                 |
| 1993                                                            | 8–3                                                             | –                                                               | –                                                               | NCAA első kör                                                   | –                                                               | –                                                               |
| 1994                                                            | 9–3                                                             | –                                                               | –                                                               | NCAA negyeddöntő                                                | –                                                               | –                                                               |
| 1995                                                            | 8–5                                                             | –                                                               | –                                                               | NCAA negyeddöntő                                                | –                                                               | –                                                               |
| Eredmény:                                                       | 25–11                                                           | –                                                               | –                                                               | –                                                               | –                                                               | –                                                               |
| Portland State Vikings (Big Sky Conference)                     |                                                                 |                                                                 |                                                                 |                                                                 |                                                                 |                                                                 |
| 1996                                                            | 3–8                                                             | 1–7                                                             | 8.                                                              | –                                                               | –                                                               | –                                                               |
| 1997                                                            | 4–7                                                             | 3–5                                                             | 7.                                                              | –                                                               | –                                                               | –                                                               |
| 1998                                                            | 5–6                                                             | 4–4                                                             | T–4.                                                            | –                                                               | –                                                               | –                                                               |
| 1999                                                            | 8–3                                                             | 6–2                                                             | T–2.                                                            | –                                                               | –                                                               | –                                                               |
| 2000                                                            | 8–4                                                             | 5–3                                                             | T–2.                                                            | NCAA első kör                                                   | –                                                               | –                                                               |
| 2001                                                            | 7–4                                                             | 5–2                                                             | T–2.                                                            | –                                                               | –                                                               | –                                                               |
| 2002                                                            | 6–5                                                             | 3–4                                                             | T–4.                                                            | –                                                               | –                                                               | –                                                               |
| 2003                                                            | 4–7                                                             | 1–6                                                             | 7.                                                              | –                                                               | –                                                               | –                                                               |
| 2004                                                            | 7–4                                                             | 4–3                                                             | T–3.                                                            | –                                                               | –                                                               | –                                                               |
| 2005                                                            | 6–5                                                             | 4–3                                                             | T–3.                                                            | –                                                               | –                                                               | –                                                               |
| 2006                                                            | 7–4                                                             | 6–2                                                             | T–2.                                                            | –                                                               | –                                                               | –                                                               |
| Portland State:                                                 | 65–57                                                           | 42–41                                                           | –                                                               | –                                                               | –                                                               | –                                                               |
| Cal Poly Mustangs (Great West Conference)                       |                                                                 |                                                                 |                                                                 |                                                                 |                                                                 |                                                                 |
| 2009                                                            | 4–7                                                             | 1–3                                                             | 5.                                                              | –                                                               | –                                                               | –                                                               |
| 2010                                                            | 7–4                                                             | 2–2                                                             | 3.                                                              | –                                                               | –                                                               | –                                                               |
| 2011                                                            | 6–5                                                             | 3–1                                                             | T–1.                                                            | –                                                               | –                                                               | –                                                               |
| Cal Poly Mustangs (Big Sky Conference)                          |                                                                 |                                                                 |                                                                 |                                                                 |                                                                 |                                                                 |
| 2012                                                            | 9–3                                                             | 7–1                                                             | T–1.                                                            | NCAA második kör                                                | 12                                                              | 11                                                              |
| 2013                                                            | 6–6                                                             | 5–3                                                             | T–4.                                                            | –                                                               | –                                                               | –                                                               |
| 2014                                                            | 7–5                                                             | 5–3                                                             | T–5.                                                            | –                                                               | –                                                               | –                                                               |
| 2015                                                            | 4–7                                                             | 3–5                                                             | T–8.                                                            | –                                                               | –                                                               | –                                                               |
| 2016                                                            | 7–5                                                             | 5–3                                                             | T–4.                                                            | NCAA első kör                                                   | 24                                                              | T–21                                                            |
| 2017                                                            | 1–10                                                            | 1–7                                                             | 12.                                                             | –                                                               | –                                                               | –                                                               |
| 2018                                                            | 5–6                                                             | 4–4                                                             | T–6.                                                            | –                                                               | –                                                               | –                                                               |
| 2019                                                            | 3–8                                                             | 2–6                                                             | T–9                                                             | –                                                               | –                                                               | –                                                               |
| Cal Poly:                                                       | 59–66                                                           | 38–38                                                           | –                                                               | –                                                               | –                                                               | –                                                               |
| Összesen:                                                       | 176–148                                                         | –                                                               | –                                                               | –                                                               | –                                                               | –                                                               |
| Jelmagyarázat: Konferenciabajnok                                |                                                                 |                                                                 |                                                                 |                                                                 |                                                                 |                                                                 |

## Fordítás
- Ez a szócikk részben vagy egészben  a   Tim Walsh (American football) című angol Wikipédia-szócikk ezen változatának fordításán alapul.  Az eredeti cikk szerkesztőit annak laptörténete sorolja fel. Ez a jelzés csupán a megfogalmazás eredetét és a szerzői jogokat jelzi, nem szolgál a cikkben szereplő információk forrásmegjelöléseként.